# The Princess Diaries 2: Royal Engagement (banda sonora)
The Princes Diaries 2: Royal Engagement es la banda sonora de la película homónima, lanzada por Walt Disney Records. La banda sonora contiene canciones de artistas de hoy, así como artistas de Disney.

## Canciones
| The Princess Diaries 2: Royal Engagement: Original Motion Picture Soundtrack |                                    |                              |          |  |
| N.º                                                                          | Título                             | Intérprete (s)               | Duración |  |
| 1.                                                                           | «Breakaway»                        | Kelly Clarkson               |          |  |
| 2.                                                                           | «I Decide»                         | Lindsay Lohan                |          |  |
| 3.                                                                           | «This Is My Time»                  | Raven-Symoné                 |          |  |
| 4.                                                                           | «I Always Get What I Want»         | Avril Lavigne                |          |  |
| 5.                                                                           | «Trouble»                          | Pink                         |          |  |
| 6.                                                                           | «Because You Live»                 | Jesse McCartney              |          |  |
| 7.                                                                           | «Love Me Tender»                   | Norah Jones & Adam Levy      |          |  |
| 8.                                                                           | «Fun In the Sun»                   | Steve Harwell                |          |  |
| 9.                                                                           | «Let's Bounce»                     | Christy Carlson Romano       |          |  |
| 10.                                                                          | «Dance Dance Dance»                | Wilson Phillips              |          |  |
| 11.                                                                          | «Fools»                            | Rachel Stevens               |          |  |
| 12.                                                                          | «A Love That Will Last»            | Renee Olstead                |          |  |
| 13.                                                                          | «Your Crowning Glory»              | Julie Andrews & Raven-Symoné |          |  |
| 14.                                                                          | «Miracles Happen»                  | Jonny Blu                    |          |  |
| 15.                                                                          | «The Meaning» (Target bonus track) | Lillix                       |          |  |

## Posicionamiento
| Listas (2004)                  | Posición |
| ------------------------------ | -------- |
| U.S. Billboard 200             | 15       |
| U.S. Billboard Top Soundtracks | 1        |